# Wilma Geldof
Wilma Geldof (Alphen aan den Rijn, 18 januari 1962) is een Nederlandse schrijfster.

## Biografie
Geldof debuteerde in 2001 in het kinderboekenfonds van Uitgeverij Holland. Zij werkte in de Geestelijke Gezondheidszorg en later bij de Raad voor de Kinderbescherming.
In 2014 publiceerde Geldof Elke dag een druppel gif - "een aangrijpende roman over een overtuigd NSB-kind." Deze roman voor zowel volwassenen als young adults werd in 2015 bekroond met de Thea Beckmanprijs. De jury overwoog daarbij:
Een bijzonder trefzeker geschreven boek over wat lange tijd een taboe-onderwerp is geweest. De auteur is erin geslaagd een gelaagd verhaal te vertellen over twee zeer verschillende hoofdpersonen, met wie je je allebei als vanzelf kunt identificeren. Het is een verhaal dat zeer dichtbij komt, sterker nog, dat onder de huid gaat zitten.
Ook de Jongerenjury van de Thea Beckmanprijs 2015 koos Elke dag een druppel gif als beste boek van de laatste twee Jaar in de categorie 12+.
Het in 2018 verschenen Het meisje met de vlechtjes is gebaseerd op het waargebeurde verzetsverhaal van Nederlands jongste verzetsmeisje Freddie Oversteegen. Het boek kreeg internationale waardering.

## Bekroningen en nominaties
- 2008 - Eervolle vermelding van de Jonge Jury voor Vlinder, of het gedroomde leven
- 2015 - De Thea Beckmanprijs voor Elke dag een druppel gif - de prijs van de jongerenjury 12+
- 2015 - De Thea Beckmanprijs voor Elke dag een druppel gif - de juryprijs
- 2018 - Nominatie Kinder- en Jeugdjury Vlaanderen voor Ollie en het kronkeldier
- 2019 - Shortlist Thea Beckmanprijs voor Het meisje met de vlechtjes
- 2019 - White Raven voor Het meisje met de vlechtjes. De White Raven is een selectie van bijzondere kinder- en jeugdboeken van over de hele wereld, gemaakt door de Internationale Jugendbibliothek in München.
- 2020 - Tweede plaats Kleine Cervantes-prijs: Het meisje met de vlechtjes - Vlaamse prijs.
- 2021 - Nominatie Deutscher Jugendliteraturpreis 2021 voor Het meisje met de vlechtjes - De hoogste onderscheiding voor jeugdboeken in Duitsland.
- 2021 - Gustav Heinemann Friedenspreis voor Reden ist Verrat (Het meisje met de vlechtjes) - De op een na hoogste onderscheiding voor jeugdboeken in Duitsland.

## Vertalingen
Het meisje met de vlechtjes is/wordt vertaald in het Duits (Verena Kiefer), Italiaans (Alessandro Storti), Tsjechisch (Jana Cervenková en Lenka Strnadová), Kroatisch (Mak Kapetanovic), Sloveens, Slowaaks (Marta Manáková), Russisch (Irina Leichenko) en Azerbeidzjaans.

## Verfilming
De filmrechten van Het meisje met de vlechtjes zijn verkocht aan Zachary Weckstein, van Pearl Pictures Productions, die het zal bewerken tot een internationale film.

## Publieke optredens en leesbevordering
RomanReuzen is de titel van een bijzonder boek van Frénk van der Linden en Fjodor Buis met (foto)portretten van 50 schrijvers én een podcast én een leesbevorderingsproject. Geldof is een van de 50 geportretteerde auteurs.
Geldof bezoekt scholen via de Schrijverscentrale en is als vrijheidsspreker verbonden aan Stichting Vrijheidscolleges, waarvoor zij Vrijheidscolleges verzorgt. 